# Eurovision Song Contest Turin 2022
Eurovision Song Contest Turin 2022 è la compilation ufficiale contenente tutti i 40 brani partecipanti all'Eurovision Song Contest 2022, pubblicata l'8 aprile 2022 su etichetta discografica Universal Music Denmark.

## Tracce
CD 1
1. Ronela Hajati – Sekret – 2:59
2. Rosa Linn – Snap – 2:59
3. Lum!x feat. Pia Maria – Halo – 2:37
4. Sheldon Riley – Not the Same – 2:57
5. Nadir Rüstəmli – Fade to Black – 2:57
6. Jérémie Makiese – Miss You – 2:51
7. Intelligent Music Project – Intention – 2:55
8. Marius Bear – Boys Do Cry – 2:55
9. Andromache – Ela – 3:01
10. We Are Domi – Lights Off – 2:58
11. Malik Harris – Rockstars – 3:00
12. Reddi – The Show – 3:00
13. Stefan – Hope – 3:03
14. Chanel – SloMo – 2:54
15. The Rasmus – Jezebel – 3:00
16. Alvan & Ahez – Fulenn – 2:46
17. Sam Ryder – Space Man – 2:54
18. Circus Mircus – Lock Me In – 2:36
19. Amanda Tenfjord – Die Together – 2:53
20. Mia Dimšić – Guilty Pleasure – 3:00

CD 2
1. Brooke – That's Rich – 3:01
2. Michael Ben David – I.M – 2:43
3. Systur – Með hækkandi sól – 2:57
4. Mahmood & Blanco – Brividi – 2:54
5. Monika Liu – Sentimentai – 3:00
6. Citi Zēni – Eat Your Salad – 3:01
7. Zdob și Zdub & Advahov Brothers – Trenulețul – 3:00
8. Vladana – Breathe – 3:00
9. Andrea – Circles – 2:59
10. Emma Muscat – I Am What I Am – 3:01
11. S10 – De diepte – 2:55
12. Subwoolfer – Give That Wolf a Banana – 2:50
13. Ochman – River – 2:59
14. Maro – Saudade, saudade – 2:59
15. WRS – Llámame – 3:00
16. Konstrakta – In corpore sano – 3:00
17. Cornelia Jakobs – Hold Me Closer – 3:00
18. LPS – Disko – 3:00
19. Achille Lauro – Stripper – 2:51
20. Kalush Orchestra – Stefania – 2:58

## Successo commerciale
Nella settimana successiva alla manifestazione europea, la raccolta ha raggiunto la vetta della classifica britannica dedicata alla compilation con 10 351 unità vendute nel paese fra il 13 e il 19 maggio 2022. Di queste, 1 872 sono CD, 119 sono vinili, 1 102 sono download digitali, e le restanti 7 258 provengono dalle riproduzioni in streaming delle singole tracce.

## Classifiche
| Classifica (2022)         | Posizione massima |
| ------------------------- | ----------------- |
| Australia                 | 11                |
| Austria (compilation)     | 1                 |
| Croazia                   | 24                |
| Germania (compilation)    | 1                 |
| Irlanda (compilation)     | 1                 |
| Italia                    | 47                |
| Lituania                  | 93                |
| Paesi Bassi (compilation) | 1                 |
| Polonia                   | 47                |
| Portogallo (compilation)  | 1                 |
| Regno Unito (compilation) | 1                 |
| Svizzera (compilation)    | 1                 |

## Date di pubblicazione
| Area  | Data di pubblicazione | Formato/i                    |
| ----- | --------------------- | ---------------------------- |
| Mondo | 8 aprile 2022         | Download digitale, streaming |
| Mondo | 22 aprile 2022        | CD                           |
| Mondo | 6 maggio 2022         | LP, MC                       |